# Kish Air
Kish Airlines (em persa: هواپیمایی کیش   , Hevapimaii-ye Kish) é uma companhia aérea com sede na Ilha de Kish, Irã. Suas bases principais são o Aeroporto Internacional de Kish e o Aeroporto Internacional de Mehrabad.

## História
A companhia aérea foi fundada em 16 de dezembro de 1989 e iniciou suas operações em 1990. É propriedade da Kish Free Zone Organization (79%), Kish Investment and Development (11%) e Kish Development and Servicing (10%). 
Para iniciar suas operações de passageiros, após receber permissão de operações temporárias, a companhia aérea alugou duas aeronaves, três Tupolev Tu-154 e quatro McDonnell Douglas MD-82 e McDonnell Douglas MD-83 da Bulgaria Airlines. A Kish Air recebeu seu Certificado de Operador Aéreo (AOC) em 1991 após demonstrar sua competência às autoridades da Aviação Civil, durante seu primeiro ano de operação, tornando-se assim a primeira empresa privada a receber seu AOC da Aviação Civil Iraniana. Nessa época, a empresa começou a fazer leasing com tripulação de três Tupolev Tu-154Ms de empresas de leasing russas, devolvendo a aeronave búlgara anteriormente alugada. A empresa também fez leasing de duas aeronaves Yakovlev Yak-42D da Rússia.
No final de 1992, a Kish Air quase encerrou suas operações e a maioria de seus principais gerentes foram substituídos por uma nova equipe.
Em 2019, a frota da Kish Air consistia em duas aeronaves Airbus A321-200, três Fokker 100, quatro McDonnell Douglas MD-82 e três McDonnell Douglas MD-83.

## Frota

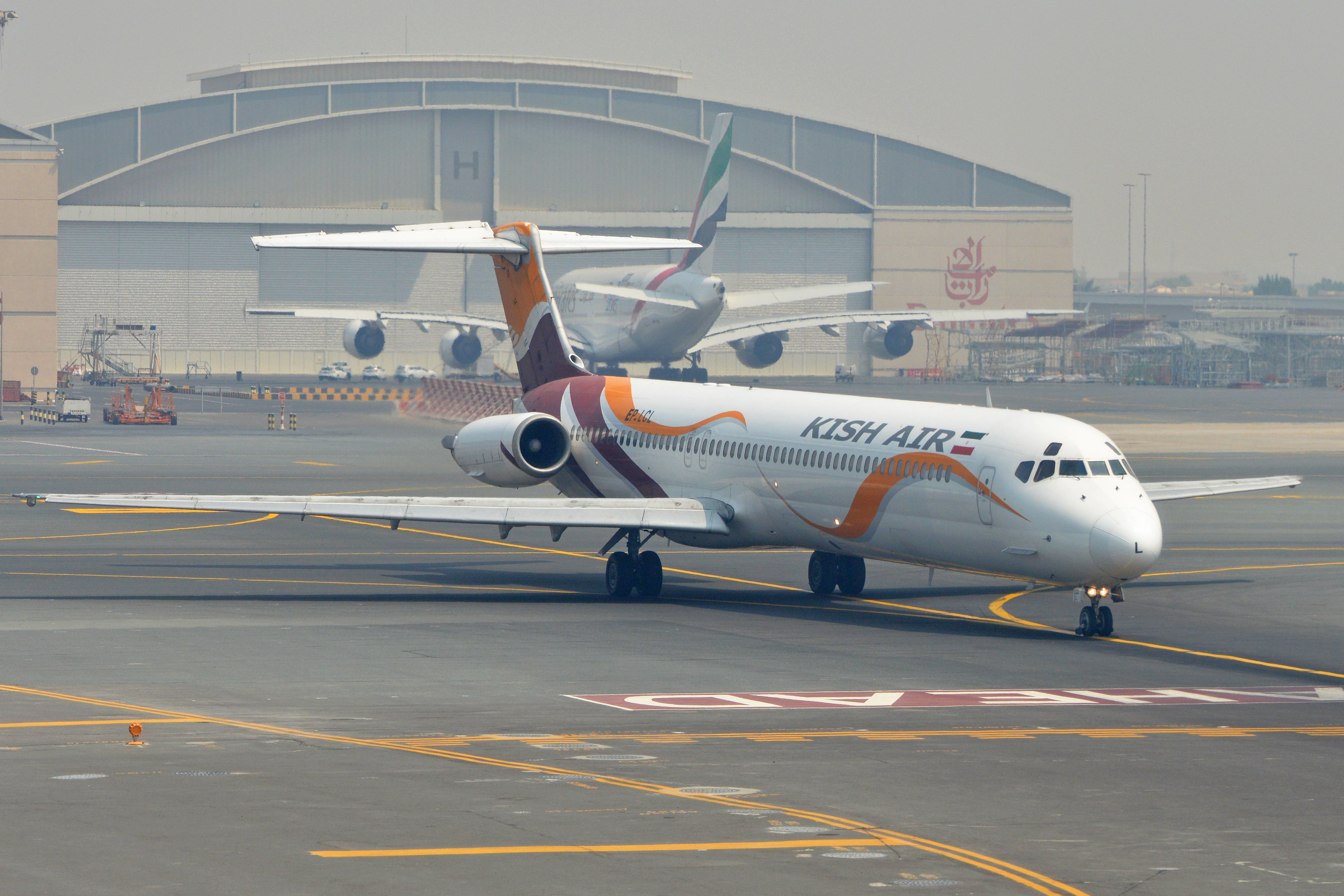
Um McDonnell Douglas MD-82 da Kish Air no Aeroporto Internacional de Dubai

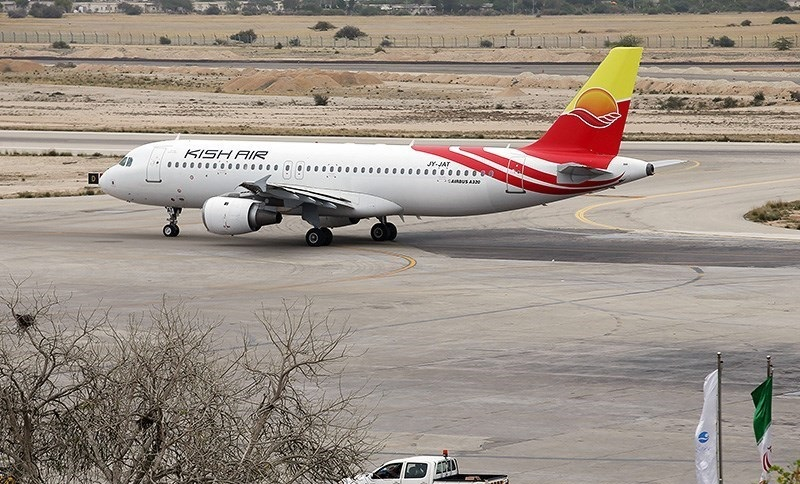
Um Airbus A320 da Kish Air no Aeroporto Internacional de Mehrabad

A frota da Kish Air consiste nas seguintes aeronaves (Agosto de 2019):
| Aeronaves               | Em Serviço | Ordens | Passageiros | Notas |
| ----------------------- | ---------- | ------ | ----------- | ----- |
| Airbus A321-200         | 2          | –      | 170         |       |
| Fokker 100              | 3          | –      | 100         |       |
| McDonnell Douglas MD-82 | 4          | –      | 161         |       |
| McDonnel Douglas MD-83  | 3          | –      | 156         |       |
| Total                   | 12         | 0      |             |       |

## Acidentes
- Em 19 de setembro de 1995, o voo Kish Air 707 foi sequestrado por um dos tripulantes de cabine e pousou em Israel, onde o sequestrador foi preso.

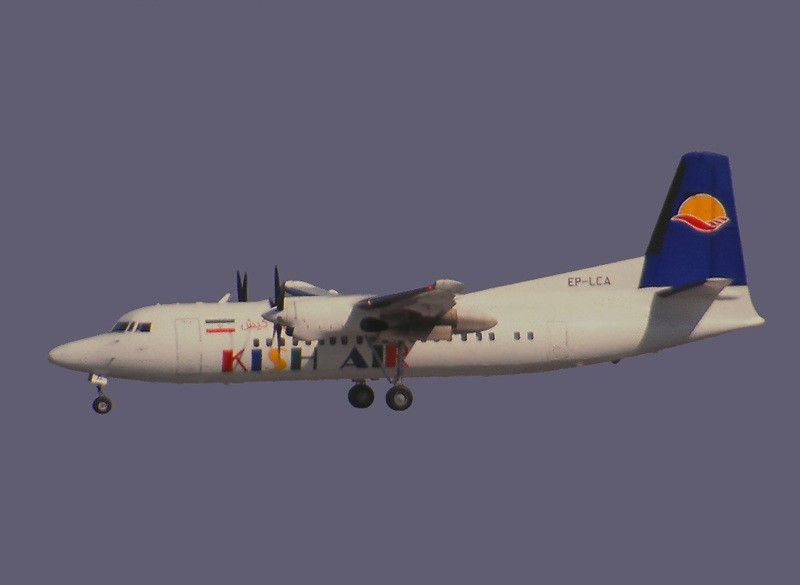
A aeronave envolvida no acidente em 2003

- 10 de fevereiro de 2004: um Fokker 50, prefixo EP-LCA, operando o Voo Kish Air 7170, caiu no Aeroporto Internacional de Sharjah matando 43 pessoas. Três pessoas sobreviveram com ferimentos graves.[4]